# Mont Machray
 (octobre 2019).
Le mont Machray est une montagne située à la frontière entre l’Alberta et la Colombie-Britannique, au Canada. Son sommet culmine à 2 745 mètres. Le mont Machray a été nommé en 1923 en hommage à Robert Machray (en).